# Dolichoderus monoceros
Dolichoderus monoceros är en myrart som beskrevs av Carlo Emery 1897. Dolichoderus monoceros ingår i släktet Dolichoderus och familjen myror. Inga underarter finns listade i Catalogue of Life.